# Scream Thy Last Scream
«Scream Thy Last Scream» (с англ. — «Закричи в последний раз») — песня британской психоделической рок-группы Pink Floyd, написанная Сидом Барреттом в 1967 году. Долгое время эта композиция была доступна лишь на некоторых бутлегах, например, Psychedelic Games For May. В 2016 г. вошла в состав официального бокс-сета The Early Years 1965–1972.

## Музыка и текст песни
В песне «Scream Thy Last Scream» присутствуют несколько изменений темпа, разделение на две дорожки (double tracking), ускоренная вокальная партия Сида Барретта, поверх которой звучит вокал Ника Мэйсона (это один из редких моментов когда он пел в композициях Pink Floyd), ряд звона колоколов и шумы толпы, инструментальная, постепенно ускоряющаяся часть с гитарным соло с применением эффекта wah-wah, клавишные и сюрреалистический текст. Чёткий вокал Барретта различим лишь в одной строчке песни: «She’ll be scrubbing bubbles on all fours» («Она потрёт пузырь на четвереньках»).

## Выпуск
Завершены были лишь два дубля песни, которые были записаны на той же сессии, что и «Set the Controls for the Heart of the Sun». Две песни планировалось издать в виде сингла 8 сентября 1967 года, но компания EMI отменила выпуск. Позже «Scream Thy Last Scream» снова планировалось выпустить, на стороне «Б» сингла «Vegetable Man», однако и этот выпуск был отменён. В итоге обе песни остались не изданы официально до сих пор и доступны лишь на некоторых бутлегах, например, Psychedelic Games For May.

## Участники записи
- Сид Барретт — вокал, гитара
- Ричард Райт — клавишные
- Роджер Уотерс — бас-гитара
- Ник Мэйсон — основной вокал, ударные